# Эристов, Давид Евстафьевич
Князь Давид Евстафьевич Эристов (1843—1910) — генерал от кавалерии русской императорской армии, герой осады Геок-Тепе в 1880—1881 годах.

## Биография
Родился 2 (14) июля 1843 года (по другим сведениям — 3 июля 1842 года) в Тифлисской губернии, сын прапорщика князя Евстафия Мирманозовича Эристова (Эристави-Ксанского; 1810 — ?) и его жены Екатерины Луарсабовны (1820—1847; урождённой княжны Сумбатовой). Образование получил в Школе гвардейских подпрапорщиков и кавалерийских юнкеров.
Выпущен 13 июня 1862 года корнетом в Киевский гусарский полк и 7 ноября 1863 года был произведён в поручики. 13 августа 1864 года Эристов был зачислен в гвардию с переименованием в корнеты и далее последовательно получил чины поручика (4 апреля 1865 года), штабс-ротмистра (17 апреля 1870 года) и ротмистра (28 марта 1871 года).
Произведённый 13 августа 1875 года в полковники Эристов был командирован в Туркестан, где принял участие в кампании против Кокандского ханства. Затем он был переведён в войска Кавказского военного округа, где получил в командование 1-й Полтавский конный полк Кубанского казачьего войска.
Во главе этого полка он в 1877—1878 годах принимал участие в кампании против турок в Закавказье, был ранен и за боевые отличия получил несколько орденов и золотую шашку с надписью «За храбрость».
В 1879—1881 году Эристов находился в Закаспийском крае и совершил кампании против туркменов-текинцев под Кызыл-Арватом и Геок-Тепе. 25 марта 1881 года он был награждён орденом св. Георгия 4-й степени, в приказе было сказано:
Получив приказание от генерал-майора Петрусевича, в деле 23-го декабря, атаковать и занять сильно укреплённую неприятельскую позицию вблизи крепости Денгли-Тепе, упорно защищаемую текинцами в превосходных силах, полковник князь Эристов спешил кавалерию и во главе её быстрым и решительным натиском выбил текинцев из передового укрепления, обратив остатки их в бегство. Неутомимая деятельность в исполнении возлагавшихся на него поручений, как начальника кавалерийского резерва, так и начальника левого фланга осады кр. Геок-Тепе, обратила на себя внимание, равно как его храбрость, распорядительность и мужество.
3 ноября 1886 года Эристов был произведён в генерал-майоры и назначен командиром 2-й бригады 6-й кавалерийской дивизии, с 6 ноября 1891 года командовал 2-й бригадой 13-й кавалерийской дивизии. 11 июня 1895 года получил в командование 5-ю кавалерийскую дивизию и 14 мая 1896 года произведён в генерал-лейтенанты.
29 июня 1901 года Эристов был уволен с должности дивизионного начальника и назначен членом Александровского комитета о раненых, 6 декабря 1906 года произведён в генералы от кавалерии.
Скончался 29 июня (12 июля) 1910 года в Санкт-Петербурге.

## Награды
Среди прочих наград Эристов имел ордена:
- Орден Святого Станислава 2-й степени (1876 год)
- Орден Святой Анны 2-й степени с мечами (1877 год)
- Орден Святого Владимира 4-й степени с мечами (1878 год)
- Золотая шашка с надписью «За храбрость» (7 ноября 1878 года)
- Орден Святого Владимира 3-й степени с мечами (1878 год)
- Орден Святого Георгия 4-й степени (25 марта 1881 года)
- Орден Святого Станислава 1-й степени (1890 год)
- Орден Святой Анны 1-й степени (6 декабря 1894 года)
- Орден Святого Владимира 2-й степени (1 января 1901 года)
- Орден Белого орла (6 декабря 1904 года)
- Орден Святого Александра Невского (6 декабря 1909 года)

## Семья
Жена (с 3 февраля 1865 года) — Саломея Агафоновна Акимова (1847—1920), дочь коллежского секретаря и сестра генерала от кавалерии Николая Агафоновича Акимова. Венчались в Петербурге в Исаакиевском соборе. Четыре дочери:
- Екатерина (10.11.1865[3]—1920), муж — Валериан Ксаверьевич Ченчери (? — 1919);
- Нина (02.11.1867—1940), муж — Михаил Иванович Жеребков;
- Варвара (28.02.1870—1930), муж — Пётр Политковский (? — 1917);
- Сусанна (06.01.1872—1912), 1-й муж — Александр Иванович Левашёв (? — 1914), 2-й муж — Вальтер Мейнард (? — 1918).